# Hiroyuki Abe (Fußballspieler)
Hiroyuki Abe (japanisch 阿部 浩之 Abe Hiroyuki; * 5. Juli 1989 in Nara, Präfektur Nara) ist ein ehemaliger japanischer Fußballspieler.

## Karriere
Der in der Großstadt Nara geborene Hiroyuki Abe begann seine Karriere als Fußballspieler zunächst an der Grundschule und später an der Ōsaka-Tōin-Oberschule, mit der er 2007 am Prince Takamado Cup teilnahm. 2009 wechselte er an die Kwansei-Gakuin-Universität und spielte bis 2011 mit der Universitätsmannschaft in der Kansai Soccer League. 2009 nahm Abe erstmals am Kaiserpokal teil, verlor aber in der ersten Runde gegen Zweigen Kanazawa. 2010 wurde er in den Kader der japanischen U-21-Auswahlmannschaft für das Turnier von Toulon 2010 berufen, bei dem er in allen drei Gruppenspielen zum Einsatz kam.
Sein Erfolg 2011 mit der Universitätsmannschaft weckte das Interesse einiger J.-League-Vereine, darunter auch Vissel Kōbe. Schließlich wechselte Abe vor dem Saisonstart 2012 zu Gamba Osaka in die J. League Division 1. Sein Debüt gab er am 10. März 2012 bei der 2:3-Niederlage gegen Vissel Kōbe. In seiner ersten Spielzeit kam er dort auf 18 Ligaeinsätze, bei denen er zwei Tore erzielte. Auch bei den Pokal-Wettbewerben Kaiserpokal und  J.League Cup kam er zum Einsatz. In der AFC Champions League 2012 gelang ihm ein Treffer in zwei Spielen. Die Ligasaison schloss er mit seinem Verein auf dem 17. Tabellenplatz ab, womit er in die zweitklassige J. League Division 2 absteigen musste. Unter dem neuen Trainer Kenta Hasegawa erhielt Abe daraufhin mehr Spielzeit und stand bei insgesamt 30 Spielen auf dem Platz. Mit seinen fünf Toren trug er dazu bei, dass Gamba als Meister den direkten Wiederaufstieg in die J. League Division 1 schaffte.
In der folgenden J.-League-Saison lief Abe bei 30 von 34 Ligaspielen auf und konnte dabei sieben Tore erzielen; er war damit der drittbeste Torschütze des Vereins. Gegen Ende des Jahres konnte er mit Gamba Osaka das nationale Triple, bestehend aus dem Gewinn der Meisterschaft, des J.League Cups und des Kaiserpokals feiern. Im Februar 2015 kam durch einen 2:0-Erfolg gegen die Urawa Red Diamonds noch der Gewinn des Supercups dazu.
Nach der Saison 2024 beendete er seine Karriere als Fußballspieler.

## Erfolge
- Japanischer Zweitligameister: 2013
- Japanischer Meister: 2014
- Kaiserpokal: 2014
- J.League Cup: 2014, 2019, 2021
- Japanischer Supercup: 2015, 2019